# 墨香銅臭
墨香銅臭（モー・シャン・トン・シウ、音読み: ぼっこうどうしゅう、簡体字中国語: 墨香铜臭 拼音: mò xiāng tóng xiù、英語: Mo Xiang Tong Xiu）は、中国の小説家。

## 経歴
2014年、中国のウェブ小説サイト「晋江文学城（しんこうぶんがくじょう）」を拠点に活動開始。現在、執筆活動は行っていない。
名前の読み方はメディアによって分かれており、魔道祖師ラジオドラマ日本語版のクレジットでは「ぼっかどうしゅう」と表記（中華人名や地名を日本語読みする際は漢音読みを用いるのが通常だが、「か」は訓読み）。実写版、アニメ版のクレジットでは中国語の発音にならい「モーシャントンシウ」と表記。

## 連載作品
- クズ悪役の自己救済システム（原題：人渣反派自救系統 2014年9月21日 - 11月30日）
- 魔道祖師（2015年10月31日 - 2016年9月6日）
- 天官賜福（2017年6月16日 - 2018年6月20日）

### 書籍
- 人渣反派自救系統（繁体字、2017年7月、全3巻、平心出版社）
- 魔道祖師（繁体字、2016年12月12日、全4巻、平心出版社）
  - 【改題】無羁（簡体字、2018年、全3巻、四川文芸出版社）
  - 日本語版（2021年、全4巻、フロンティアワークス）

## メディア・ミックス

### アニメ
- 魔道祖師（第1期：2018年7月 - 10月、全15話、第2期：2019年8月3日 - 8月31日、全8話、第3期：）
  - 日本語版（字幕版：2020年9月 - 11月、吹替版：2021年1月10日、放送局：WOWOW）
- 穿書自救指南（2020年9月 - 11月、全10話、原作：人渣反派自救系統）
- 天官賜福（2020年10月 - 2021年1月、全12話）
  - 日本語版（字幕版：2021年7月 - 放送局：ホームドラマチャンネル）
  - 天官賜福 貮(2024年1月 - 放送中)

### 漫画
- 魔道祖師（2017年12月「快看漫画」連載、作画：落地成球）
  - 【改題】赤笛雲琴記（2020年8月、中国廣播影視出版社）
- 天官賜福（2019年10月、「bilibili漫画」連載、作画：STARember）

### ラジオドラマ
- 魔道祖師
- 天官賜福

### 実写ドラマ
- 陳情令（2019年6月 - 8月、全50話、原作：魔道祖師）
  - 日本語版（2020年3月 - 6月、放送局：WOWOW）
- 天官賜福（配信日未定）